# HMAS Oxley (S 57)
Pour les autres navires du même nom, voir HMAS Oxley.
Le HMAS Oxley (pennant number : S57) est un sous-marin de classe Oberon de la Royal Australian Navy (RAN).

## Conception
La classe Oberon était fortement basée sur la classe de sous-marins Porpoise, avec des changements apportés pour améliorer l’intégrité de la coque des navires, les systèmes de capteurs et les capacités furtives. Huit sous-marins ont été commandés pour la marine australienne, en deux lots de quatre. Le premier lot a été approuvé en 1963, et le deuxième lot (y compris le Oxley) a été approuvé à la fin des années 1960, mais deux d’entre eux ont été annulés avant le début de leur construction en 1969, le financement ayant été redirigé vers les forces aériennes de la marine australienne,. C’était la quatrième fois que la marine australienne tentait d’établir une branche sous-marine.
Le sous-marin mesurait 295,2 pieds (90 m) de longueur hors-tout, avec un maître-bau de 26,5 pieds (8,1 m) et un tirant d'eau de 18 pieds (5,5 m) en surface. Le déplacement à pleine charge était de 2 030 tonnes en surface et 2 410 tonnes en immersion. Les deux arbres d'hélice étaient chacun entraînés par un moteur électrique anglais fournissant 3 500 chevaux-vapeur de frein et 4 500 chevaux-vapeur d’arbre. L’électricité pour alimenter ceux-ci était produite par deux générateurs diesel V16 Admiralty Standard Range avec suralimentation.
Le sous-marin pouvait se déplacer jusqu’à 12 nœuds (22 km/h) en surface et jusqu’à 17 nœuds (31 km/h) en immersion. Son autonomie maximale était de 9 000 mille marins (17 000 km) à 12 nœuds (22 km/h) et sa profondeur d’essai de 660 pieds (200 mètres) sous le niveau de la mer,. Au moment de sa mise à l’eau, le bateau avait un équipage de 8 officiers et 56 marins, mais au moment où il a été mis hors service, le nombre de marins était passé à 60,. De plus, jusqu’à 16 stagiaires pouvaient être transportés.
L’armement principal des Oberon se composait de six tubes lance-torpilles de 21 pouces (533 mm). Le sous-marin a d’abord emporté la torpille britannique Mark 8 ; celle-ci a ensuite été remplacée par la Mark 23 à guidage filaire. Entre 1977 et 1985, les Oberon australiens ont été modernisés pour emporter des torpilles Mark 48 de l’United States Navy et des missiles antinavires UGM-84 Sub Harpoon,. En 1996, la charge utile standard d’un Oberon australien était un mélange de 20 torpilles Mark 48 Mod 4 et de missiles Sub Harpoon. Une partie ou la totalité de la charge utile de la torpille pourrait être remplacée par des mines marines Mark 5 Stonefish, qui étaient déployées à travers les tubes lance-torpilles,. À l’entrée en service, deux tubes lance-torpilles de 21 pouces (533 mm) de courte longueur ont été installés sur la poupe pour les torpilles anti-sous-marines Mark 20. Toutefois, la mise au point de torpilles orientables guidées par fil a rendu redondantes les torpilles à tir arrière moins performantes. Les tubes ont donc été condamnés, puis retirés lors d’un carénage.

## Engagements
Le HMAS Oxley a été construit par la Scotts Shipbuilding and Engineering Company à Greenock en Écosse. Sa quille a été posée le 2 juillet 1964, il a été lancé le 24 septembre 1965 et mis en service dans la marine australienne le 21 mars 1967.
Après avoir terminé ses essais en mer, le HMAS Oxley a navigué vers Sydney via le canal de Panama. Le sous-marin est arrivé le 18 août 1967, le jour où la base sous-marine Ornithorynque a été mise en service et où l’escadrille de sous-marins australienne a remplacé la 4e escadrille de sous-marins britannique.
En octobre 1977, le HMAS Oxley a accosté à l’arsenal de l'île Cockatoo pour le Submarine Weapon Update Program, une refonte majeure de la capacité de combat des Oberon australiens. La mise à niveau a été achevée en février 1980.
Le HMAS Oxley a été désarmé le 13 février 1992 et a été mis à la ferraille,. Son kiosque est exposé à l’extérieur du Centre d’entraînement et de systèmes sous-marins du HMAS Stirling et sa proue est conservée au Western Australian Maritime Museum de Fremantle. Une ancre fait partie d’un mémorial des sous-mariniers au HMAS Platypus, inauguré le 18 août 2017, à l’occasion du 50e anniversaire de l’arrivée des bateaux dans le port de Sydney.